# 卡斯特里略-德唐胡安
卡斯特里略-德唐胡安（西班牙語：Castrillo de Don Juan）是西班牙卡斯蒂利亚-莱昂帕伦西亚省的一个市镇。 总面积49平方公里，总人口330人（2001年），人口密度7人/平方公里。